# Senecio gallicus
 (octobre 2023).
La mise en forme du texte ne suit pas les recommandations de Wikipédia : il faut le « wikifier ».
Les points d'amélioration suivants sont les cas les plus fréquents. Le détail des points à revoir est peut-être précisé sur la page de discussion.
- Les titres sont pré-formatés par le logiciel. Ils ne sont ni en capitales, ni en gras.
- Le texte ne doit pas être écrit en capitales (les noms de famille non plus), ni en gras, ni en italique, ni en « petit »…
- Le gras n'est utilisé que pour surligner le titre de l'article dans l'introduction, une seule fois.
- L'italique est rarement utilisé : mots en langue étrangère, titres d'œuvres, noms de bateaux, etc.
- Les citations ne sont pas en italique mais en corps de texte normal. Elles sont entourées par des guillemets français : « et ».
- Les listes à puces sont à éviter, des paragraphes rédigés étant largement préférés. Les tableaux sont à réserver à la présentation de données structurées (résultats, etc.).
- Les appels de note de bas de page (petits chiffres en exposant, introduits par l'outil «  Source ») sont à placer entre la fin de phrase et le point final[comme ça].
- Les liens internes (vers d'autres articles de Wikipédia) sont à choisir avec parcimonie. Créez des liens vers des articles approfondissant le sujet. Les termes génériques sans rapport avec le sujet sont à éviter, ainsi que les répétitions de liens vers un même terme.
- Les liens externes sont à placer uniquement dans une section « Liens externes », à la fin de l'article. Ces liens sont à choisir avec parcimonie suivant les règles définies. Si un lien sert de source à l'article, son insertion dans le texte est à faire par les notes de bas de page.
- La présentation des références doit suivre les conventions bibliographiques. Il est recommandé d'utiliser les modèles {{Ouvrage}}, {{Chapitre}}, {{Article}}, {{Lien web}} et/ou {{Bibliographie}}. Le mode d'édition visuel peut mettre en forme automatiquement les références.
- Insérer une infobox (cadre d'informations à droite) n'est pas obligatoire pour parachever la mise en page.

Pour une aide détaillée, merci de consulter Aide:Wikification.
Si vous pensez que ces points ont été résolus, vous pouvez retirer ce bandeau et améliorer la mise en forme d'un autre article.
Espèce
Synonymes
- Senecio alboranicus Maire
- Senecio difficilis Dufour
- Senecio exsquameus Brot.

Le Senecio gallicus est une plante annuelle du genre Senecio, de la famille des Asteraceae. C’est une espèce qui colonise des habitats isolés aux conditions environnementales difficiles . Elle est répandue dans le sud de la France et dans la péninsule ibérique, dans les déserts et les maquis xériques, dans les steppes et les plaines côtières sèches et salées.

## Noms communs
- anglais : French groundsel
- espagnol : Azuzón de Alborán
- en français : « Séneçon de France »
- italien : Senecione gallico

## Distribution
Des spécimens de Senecio gallicus ont été collectés à des altitudes de 15 mètres (49,2125985 pi) et 1 400 mètres (4 593,17586 pi) au-dessus du niveau de la mer.
Indigène
Paléarctique :
Europe du Sud-Ouest : Alboran, Formentera, Ibiza, Italie, France, Monaco, Maroc, Portugal, Espagne
Naturalisé et autochtone
Paléarctique :
Asie occidentale : Israël
Europe du Sud-Ouest : Alboran, Formentera, Ibiza, Italie, France, Monaco, Maroc, Portugal, Sicile, Espagne
Europe centrale : Belgique
Europe du Nord : Suède
Synonymes
- Senecio gallicus Chaix var. calyculatus Emb. & Statut Maire incertain
- Senecio gallicus Chaix var. laxiflorus DC. statut incertain
- Senecio gallicus Chaix var. sonchifolius Ball statut incertain

Noms infraspécifiques
- Senecio Gallique Chaix subsp. Gallique
- Senecio gallicus Chaix var. calyculatus Emb. & Maire
- Senecio gallicus Chaix var. laxiflorus DC.
- Senecio gallicus Chaix var. boule sonchifolius